# Casa de Filme 5
Casa de filme nr. 5, menționată uneori sub denumirea Casa de Filme 5 sau Casa de Filme Cinci, a fost un studio românesc de film specializat în general în realizarea de filme cu subiect istoric și de coproducții internaționale.
El a fost cel mai prolific dintre cele patru studiouri românești de film care au funcționat în anii 1970-1980, producând până în 1980 un număr de 41 de filme (în timp ce Casa de Filme 1 a produs 24 de filme, Casa de Filme 3 - 26 de filme și Casa de Filme 4 - 31 de filme) și remarcându-se prin succesul comercial și prin calitatea ideologică a producțiilor, ceea ce a determinat păstrarea unei conduceri stabile. Printre cele mai cunoscute filme produse au fost Păcală (1974), Nemuritorii (1974), Cantemir (1975), Pintea (1976), Burebista (1980), primele cinci filme din seria Mărgelatu (1980-1986), De ce trag clopotele, Mitică? (1981) și Mircea (1989).
Casa de Filme 5 a fost condusă de directorul Dumitru Fernoagă (1972-1989).

## Filme realizate (selecție)
Filme în ordine cronologică realizate de Casa de Filme 5:
- Ultimul cartuș  (1973)
- Aventurile lui Babușcă (1973)
- Dragostea începe vineri (1973)
- Vifornița (1973)
- Păcală (1974)
- Nemuritorii (1974)
- Ștefan cel Mare - Vaslui 1475 (1975)
- Pe aici nu se trece (1975)
- Comedie fantastică (1975)
- Cantemir (1975)
- Mușchetarul român (1975)
- Mastodontul (1975)
- Patima (1975)
- Osînda (1976)
- Bunicul și doi delincvenți minori (1976)
- Pintea (1976)
- Tufă de Veneția (1977)
- Accident (1977)
- Cuibul salamandrelor (1977)
- Misterul lui Herodot (1977)
- Împușcături sub clar de lună (1977)
- Acțiunea „Autobuzul” (1978)
- Eu, tu, și... Ovidiu (1978)
- Septembrie (1978)
- Aurel Vlaicu (1978)
- Din nou împreună (1978)
- Audiența (1979)
- Jachetele galbene (1979)
- Vlad Țepeș (1979)
- Între oglinzi paralele (1979)
- Clipa (1979)
- Brațele Afroditei (1979)
- Vis de ianuarie (1979)
- Rug și flacără (1980)
- Blestemul pămîntului – Blestemul iubirii (1980)
- Drumul oaselor (1980)
- Mireasa din tren (1980)
- Burebista (1980)
- O lacrimă de fată (1980)
- Vînătoarea de vulpi (1980)
- La răscrucea marilor furtuni (1980)
- Munții în flăcări (1980)
- Capcana mercenarilor (1981)
- Ana și „hoțul” (1981)
- Întoarcere la dragostea dintîi... (1981)
- Maria Mirabela (1981)
- Saltimbancii (1981)
- De ce trag clopotele, Mitică? (1981)
- Trandafirul galben (1982)
- Prea tineri pentru riduri (1982)
- Un saltimbanc la Polul Nord (1982)
- Femeia din Ursa Mare (1982)
- Comoara (1983)
- Plecarea Vlașinilor (1983)
- Misterele Bucureștilor (1983)
- Dragostea și revoluția (1983)
- Fram (miniserial TV, 1983)
- Un petic de cer (1984)
- Galax (1984)
- Întoarcerea Vlașinilor (1984)
- Salutări de la Agigea (1984)
- Emisia continuă (1984)
- Zbor periculos (1984)
- Moara lui Călifar (1984)
- Rămășagul (1985)
- Masca de argint (1985)
- Promisiuni (1985)
- Domnișoara Aurica (1985)
- Marele premiu (1985)
- Ziua Z (1985)
- Noi, cei din linia întîi (1986)
- Trenul de aur (1986)
- Colierul de turcoaze (1986)
- Sania albastră (1987)
- O zi la București (1987)
- Cucoana Chirița (1987)
- Secretul lui Nemesis (1987)
- Cetatea ascunsă (1987)
- Cale liberă (1987)
- Iacob (1988)
- Zîmbet de Soare (1988)
- Egreta de fildeș (1988)
- În fiecare zi mi-e dor de tine (1988)
- Chirița în Iași (1988)
- Maria Mirabela în Tranzistoria (1989)
- O vară cu Mara (1989)
- Maria și marea (1989)
- Mircea (1989)
- Enigmele se explică în zori (1989)
- Taina jocului de cuburi (1990)
- Drumeț în calea lupilor (1990)
- Coroana de foc (1990)
- Marea sfidare (1990)
- Campioana (1991)